# Thereva tuberculata
Thereva tuberculata är en tvåvingeart som beskrevs av Friedrich Hermann Loew 1847. Thereva tuberculata ingår i släktet Thereva och familjen stilettflugor. Inga underarter finns listade i Catalogue of Life.